# Bundesstraße 503
Pour les articles homonymes, voir Route 503.
La Bundesstraße 503 est une Bundesstraße du Land de Schleswig-Holstein.

## Géographie
La B 503 s'étend vers le nord sur la rive occidentale du fœrde de Kiel, de Kiel au Dänischer Wohld.

## Histoire
La Bundesstraße 503 est réalisée dans le cadre des Jeux olympiques d'été de 1972 en tant que desserte des sites de compétition de voile à Kiel-Schilksee. Aujourd'hui, elle se confond avec la L 45 dans la commune de Schwedeneck, à Krusendorf elle se confond avec le L 285, qui est relié à la Bundesstraße 76 peu avant Eckernförde.
Dans le cadre des mesures de construction, une deuxième traversée du canal de Kiel est construite parallèlement au Prinz-Heinrich-Brücke comme une structure en treillis de fer et agrandie pour ressembler à une autoroute. Le pont historique sert ensuite de voie venant en sens inverse jusqu'à ce qu'il soit remplacé par un nouveau bâtiment au début des années 1990 en raison de sa vétusté.
Dans la zone urbaine de Kiel, la Bundesstraße fonctionne comme une rocade ouest jusqu'à Eckernförde Straße, mais au cours de la nouvelle construction de la B 76, toute la rocade ouest est déclassée en Kreisstraße K10, de sorte que la B 503 se termine aujourd'hui au Holstein-Stadion et y rejoint la nouvelle B 76.

## Source
- (de) Cet article est partiellement ou en totalité issu de l’article de Wikipédia en allemand intitulé « Bundesstraße 503 » (voir la liste des auteurs).

1. ↑  (de) « Olympische Spiele 1972: Kiel wird zur Segel-Hauptstadt », sur Norddeutscher Rundfunk, 2022 (consulté le 20 juillet 2022)
2. ↑  (de) Christine Lendt, Ottmar Heinze, Bruckmann Reiseführer Schleswig-Holstein Ostseeküste : Highlights, Geheimtipps, Wohlfühladressen, Bruckmann Verlag, 2019, 288 p. (ISBN 9783734317705, lire en ligne)
3. ↑  (de) Europa verkehr, vol. 22-24, Otto Elsner Verlagsgesellschaft, 1974 (lire en ligne), p. 19